# Odynerus diffinis
Odynerus diffinis är en stekelart. Odynerus diffinis ingår i släktet lergetingar, och familjen Eumenidae. Utöver nominatformen finns också underarten O. d. rufesecens.